# Gluvia dorsalis
Espèce
Synonymes
- Galeodes dorsalis Latreille, 1817
- Galeodes intrepidus Dufour, 1820
- Gluvia striolata C.L. Koch, 1842
- Gluvia minima L. Koch, 1856
- Gluvia chapmani Pocock, 1903
- Gluvia dorsalis conquensis Pablos, 1967

Gluvia dorsalis est une espèce de solifuges de la famille des Daesiidae.

## Taxonomie
L'espèce est décrite par Pierre-André Latreille en 1817 sous le nom de Galeodes dorsalis.

## Distribution
Cette espèce se rencontre en Espagne et au Portugal.

## Description

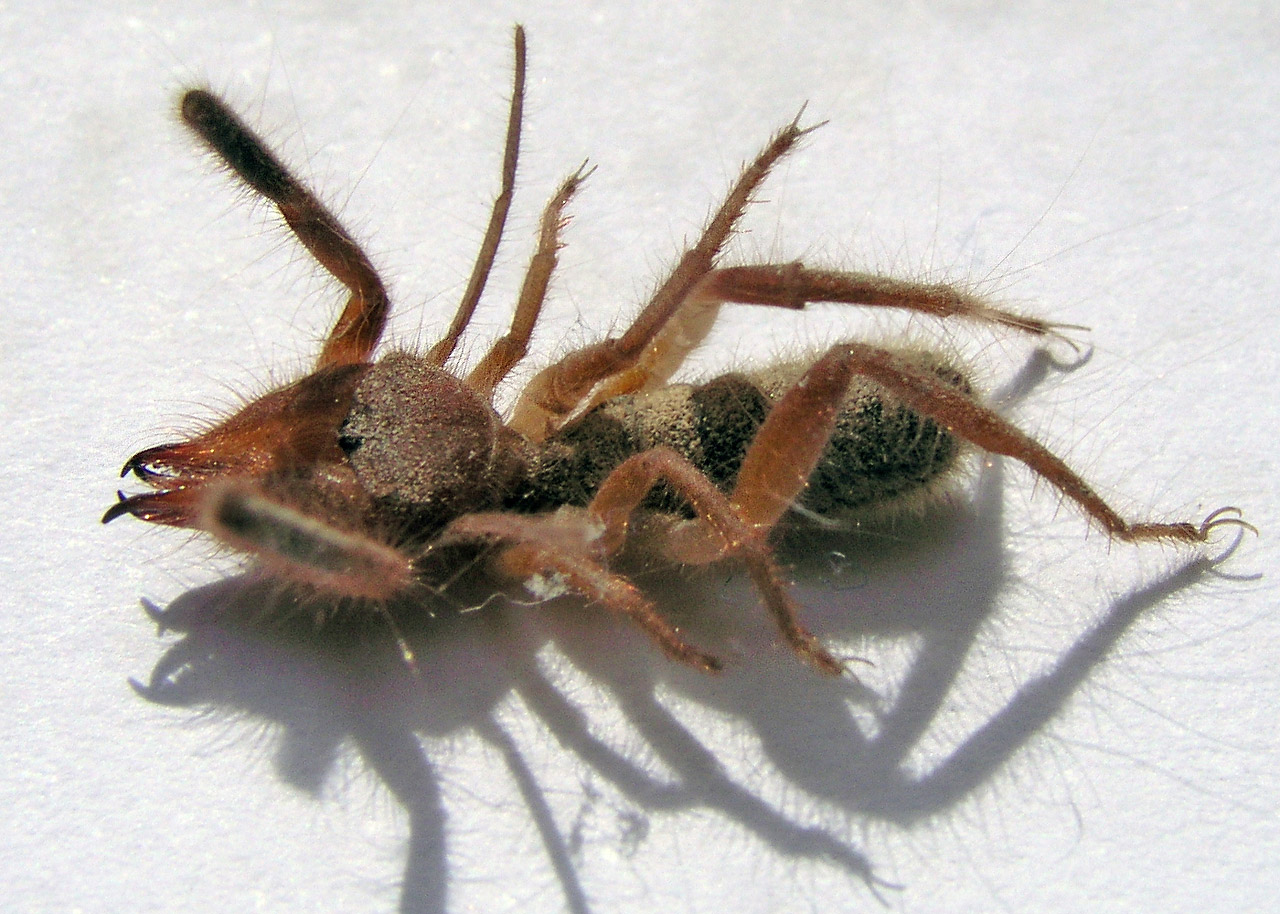
Gluvia dorsalis

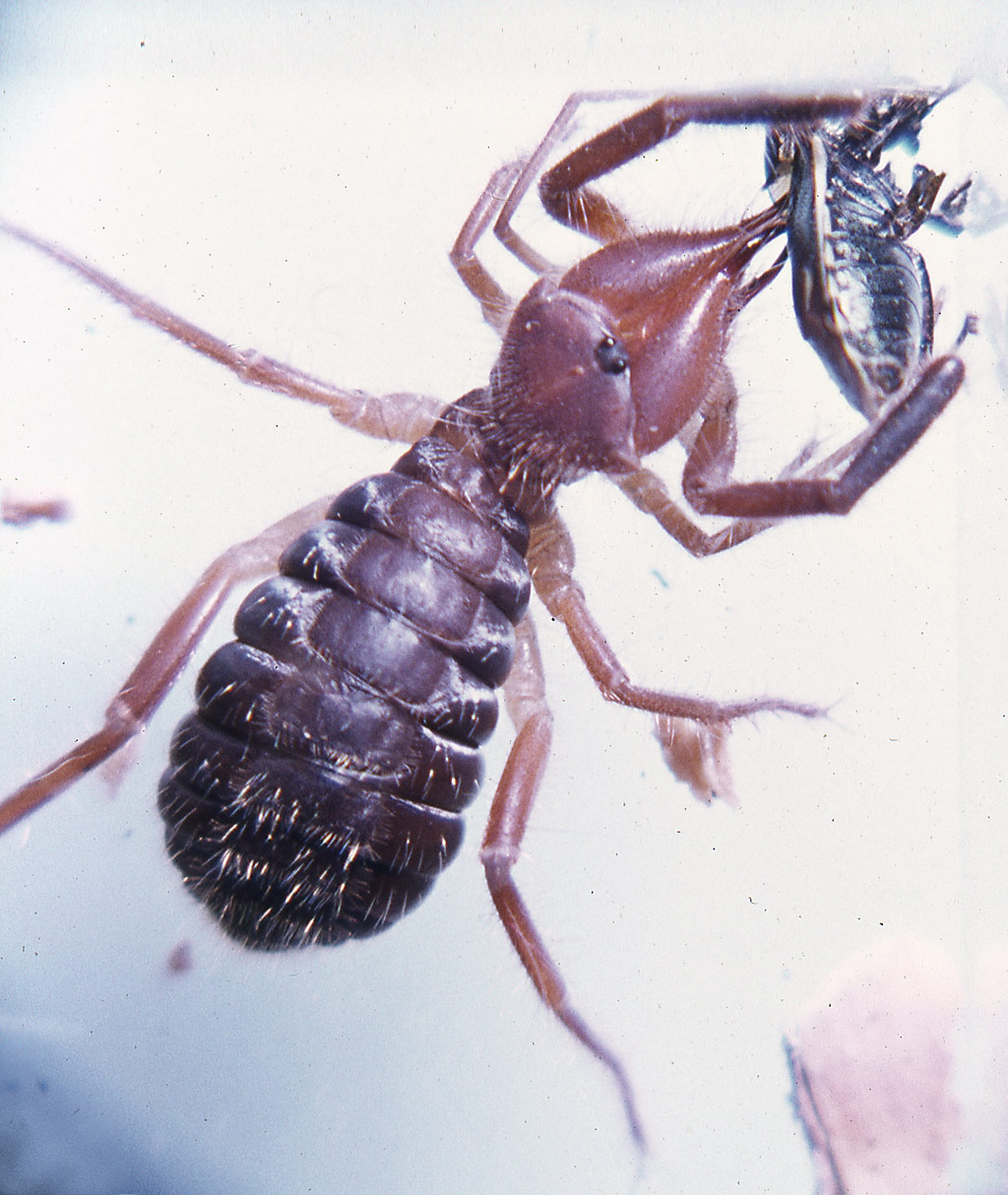
Gluvia dorsalis

Un des plus petits solifuges au monde,les mâles mesurent de 12 à 14 mm et les femelles de 16 à 18 mm.Couleur jaunâtre à roux clair.

## Publication originale
- Latreille, 1817 : Galéode. Nouveau Dictionnaire d'Histoire naturelle, vol. 12, p. 368–374.